# Innocenzo
Innocenzo  è un nome proprio di persona italiano maschile.

## Varianti
- Maschili: Innocenzio[1], Innocente[1][4]
  - Alterati: Innocentino
- Femminili: Innocenza[1][4], Innocenzia, Innocente[4], Innocenta
  - Alterati: Innocentina

### Varianti in altre lingue
- Albanese: Inoçenti
- Basco: Inozentzio
- Bretone: Inosant
- Bulgaro: Инокентий (Inokentij)
- Catalano: Innocenci[5]
- Ceco: Inocenc
- Croato: Inocent
- Danese: Innocens
- Esperanto: Inocento
- Francese: Innocent
- Galiziano: Inocencio
- Greco moderno: Ιννοκέντιος (Innokentios)
- Inglese: Innocent[2][3]
  - Femminili: Innocent[3]
- Latino: Innocentius[1][2][3][5], Innocens[3]
  - Femminili: Innocentia[1]
- Polacco: Innocenty
- Portoghese: Inocêncio
- Rumeno: Inocențiu
- Russo: Иннокентий (Innokentij)[2][3]
  - Ipocoristici: Кеша (Keša), Кеня (Kenja)[2]
- Slovacco: Inocent
- Sloveno: Inocenc
- Spagnolo: Inocencio[2][5]
- Tedesco: Innozenz
- Ucraino: Іннокентій (Innokentij)
- Ungherese: Ince

## Origine e diffusione
Deriva dal soprannome e poi nome latino, diffusosi in ambienti cristiani,  Innocentius. Si basa sul latino innocens, "innocente", "senza colpa", "puro". Alcune fonti specificano che "Innocenzio" è un patronimico di "Innocente" (quindi "appartenente a Innocente"), ma ad oggi i due nomi sono perlopiù considerati varianti l'uno dell'altro.
In Italia, il nome Innocenzo si riscontra soprattutto in Sicilia, dove è sostenuto dalla devozione verso il beato Innocenzo da Caltagirone, mentre la forma Innocente, usata sia al maschile che al femminile, è diffusa soprattutto in Lombardia, e riflette il culto dei santi innocenti.

## Onomastico
Il nome venne portato da numerosi dei primi santi. L'onomastico si può quindi festeggiare in una delle seguenti date:
- 3 marzo, beato Innocenzo da Berzo, sacerdote[7]
- 12 marzo, sant'Innocenzo I, papa[7]
- 17 aprile, sant'Innocenzo, vescovo di Tortona[6][7]
- 6 giugno, beato Innocenzo Gus, sacerdote e martire a Sachsenhausen[7]
- 17 giugno, sant'Innocenzo, martire con altri compagni a Pojani (Albania)[7]
- 22 giugno, beato Innocenzo V, papa[6][7]
- 12 agosto, beato Innocenzo XI, papa[7]
- 16 settembre, santa Innocenza, vergine e martire a Rimini sotto Diocleziano[7]
- 22 settembre, sant'Innocenzo, soldato della Legione Tebea e martire assieme Vitale[5][7]
- 9 ottobre, sant'Innocenzo dell'Immacolata, sacerdote e martire con altri compagni a Turón[7]
- 28 dicembre, Santi Innocenti, martiri a Betlemme sotto Erode il Grande[6][7]

## Persone
- Innocenzo I, papa
- Innocenzo II, papa
- Innocenzo III, papa
- Innocenzo VIII, papa
- Innocenzo X, papa
- Innocenzo XI, papa
- Innocenzo XII, papa

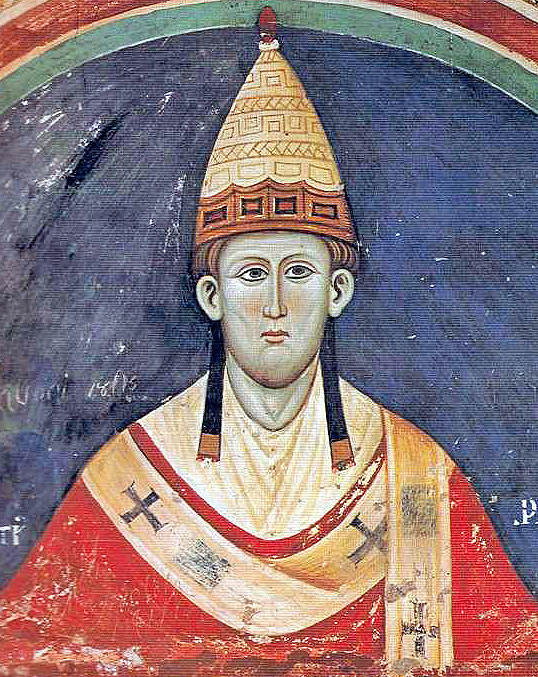
Papa Innocenzo III

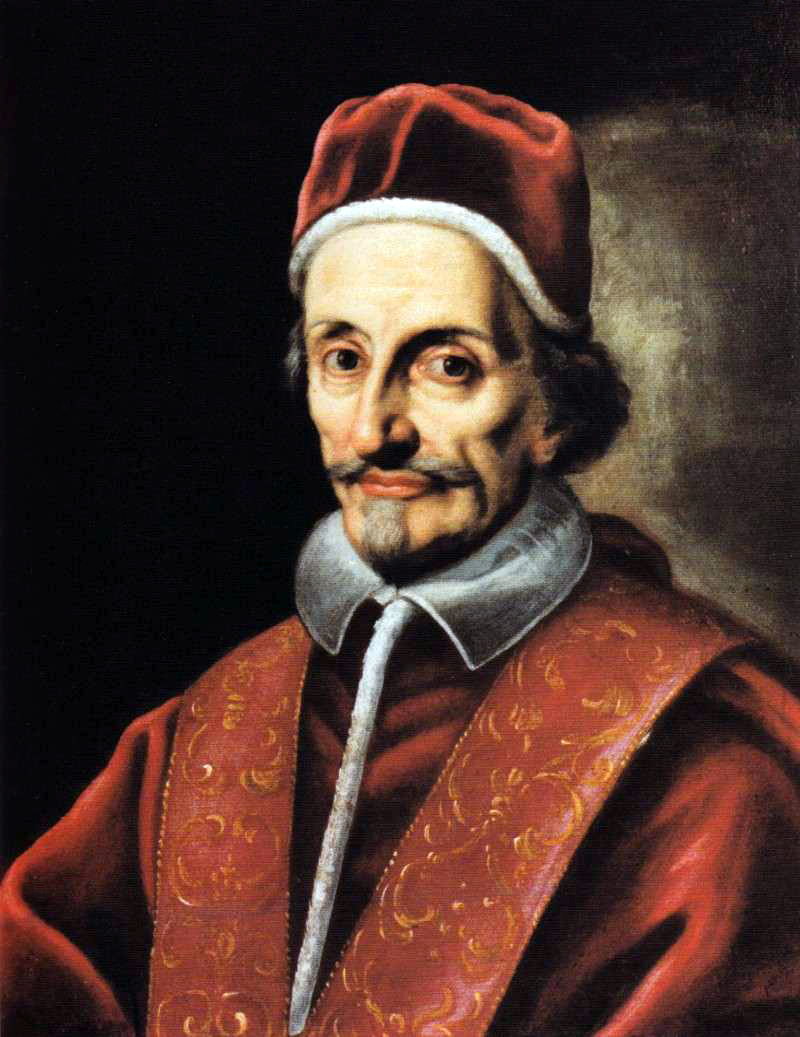
Papa Innocenzo XI

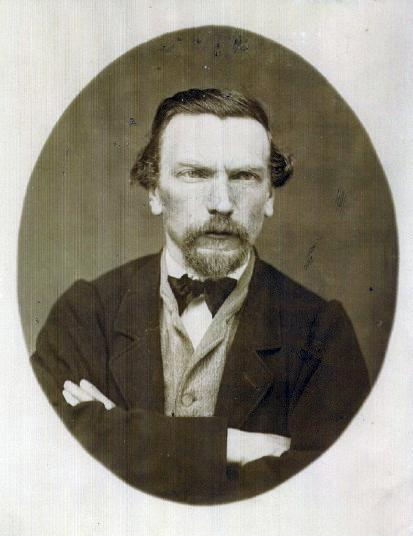
Innocenzo Manzetti

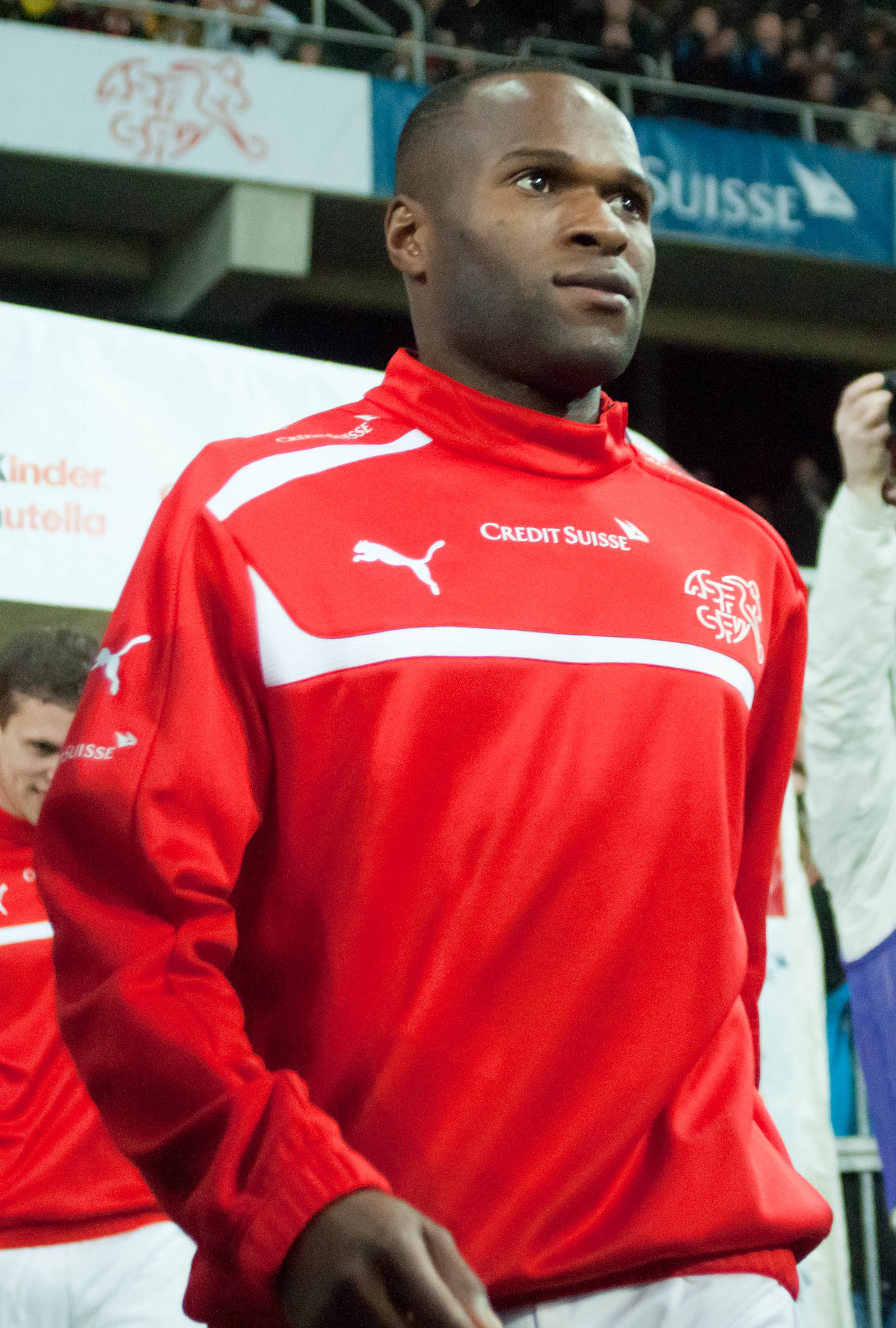
Innocent Emeghara

- Innocenzo da Petralia, scultore e religioso italiano
- Innocenzo a Prato, storico e letterato italiano
- Innocenzo Ciocchi del Monte, cardinale italiano
- Innocenzo Cipolletta, economista e dirigente d'azienda italiano
- Innocenzo Fraccaroli, scultore italiano
- Innocenzo Leontini, politico italiano
- Innocenzo Manzetti, scienziato e inventore italiano
- Innocenzo Marcinnò, presbitero e religioso italiano
- Innocenzo Milliavacca, vescovo cattolico italiano
- Innocenzo Sabbatini, architetto italiano

### Variante Innocente

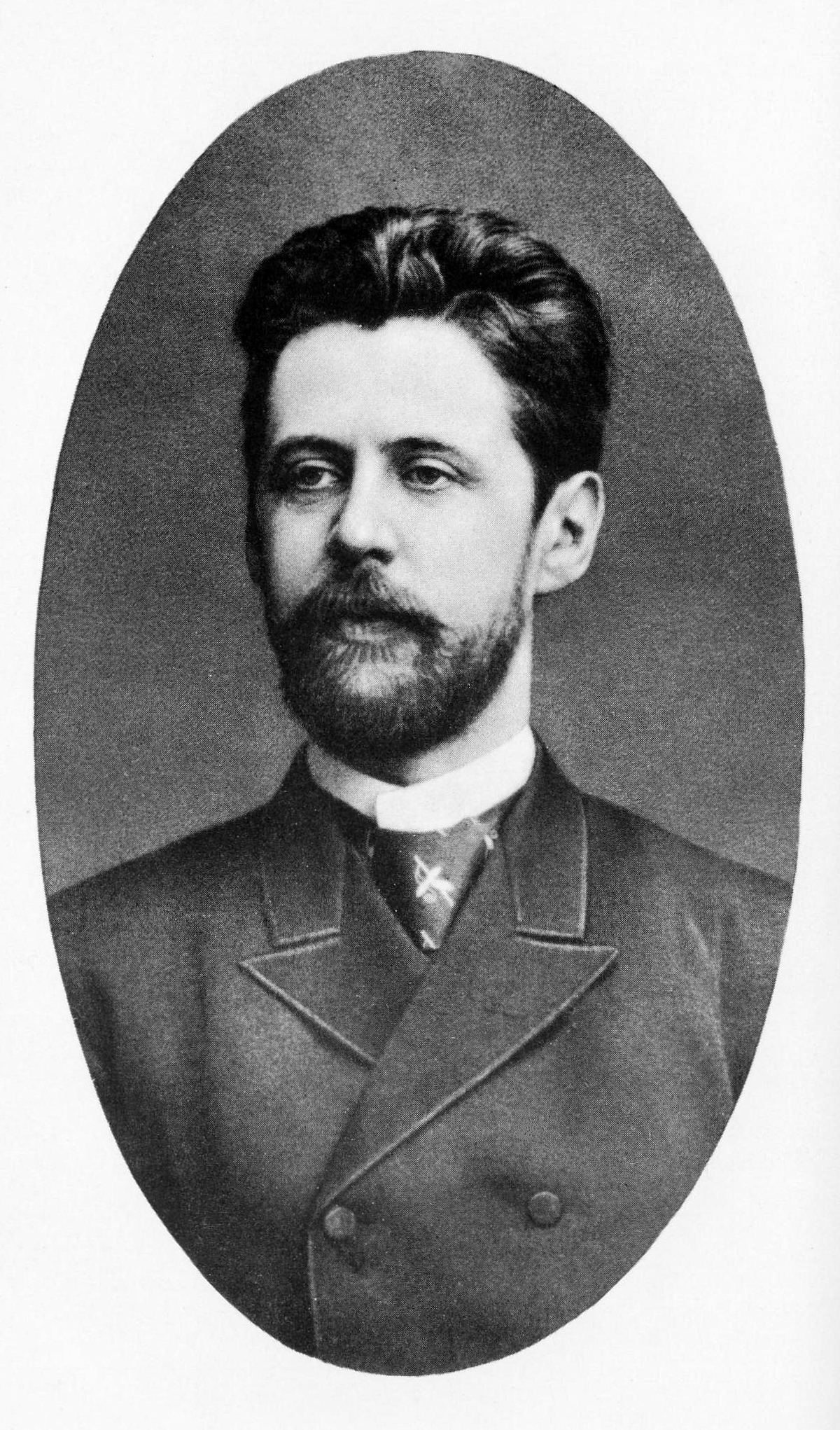
Innokentij Fëdorovič Annenskij

- Innocente Alessandri, incisore italiano
- Innocente Cantinotti, pittore italiano
- Innocente Colombo, calciatore italiano
- Innocente Meroi, calciatore italiano
- Innocente Salvini, pittore italiano

### Variante Innocent
- Innocent Egbunike, atleta nigeriano
- Innocent Emeghara, calciatore nigeriano naturalizzato svizzero
- Innocent Hamga, calciatore camerunese
- Innocent Mdledle, calciatore sudafricano
- Innocent Ozurumba, giocatore di calcio a 5 nigeriano

### Altre varianti
- Innokentij Fëdorovič Annenskij, poeta, traduttore e critico letterario russo
- Casto Innocenzio Ansaldi, teologo italiano
- Inocencio Bertolin Izquierdo, calciatore spagnolo
- Claudius Innocentius du Paquier, artigiano austriaco
- Innokentij Michajlovič Smoktunovskij, attore russo